# Elli Saurio
Elli Saurio née le 31 décembre 1899 et morte le 26 décembre 1966, est une économiste finlandaise. Elle est la première professeure d'économie domestique en Europe, la première femme en Finlande à détenir un doctorat en économie et la première femme professeure à la Faculté d'agriculture et de foresterie de l'Université d'Helsinki,.

## Biographie
Elli Ivarintytär Saurio nait le 31 décembre 1899 à Nurmes, en Carélie du Nord, en Finlande. Ses parents sont Hilja Vilhelmiina Hukka (1876-1910) et Josef Ivar Saurio (1869-1910).
En 1925, elle commence sa carrière professionnelle en tant que conseillère en économie domestique à la société finlandaise Marttaliitto. De 1933 à 1944, elle est aussi directrice exécutive de Marttaliitto. Elle  devient la première femme en Finlande à obtenir un doctorat dans le domaine de l'économie domestique, en 1947, à la faculté des arts de l'université d'Helsinki,.
Elle est nommée professeur d'économie domestique à la faculté d'agriculture et de sylviculture de l'université d'Helsinki en 1950, poste qu'elle occupe jusqu'à sa mort en 1966. La création d'un poste de professeure d'économie domestique à l'université d'Helsinki en 1946 est considérée comme « la première chaire de ce type en Europe ».
En plus de ses activités académiques, Saurio est rédactrice en chef du magazine Emäntälehti de 1934 à 1944 et membre de la rédaction du magazine Kotitalous de 1952 à sa mort. Au cours de sa carrière, elle est également membre de divers comités et commissions nationaux et nordiques sur des sujets liés à l'économie domestique, ainsi que membre du conseil d'administration d'associations telles que la Fédération de la famille de Finlande (en).
Elle a été décorée de l'Ordre du Lion de Finlande en 1959.
Elle meurt à Helsinki le 26 décembre 1966.